# Glenn Hysén
Glenn Ingvar Hysén (Göteborg, 30 ottobre 1959) è un allenatore di calcio ed ex calciatore svedese, di ruolo libero, commentatore per la televisione del suo Paese.
Fu nominato calciatore svedese dell'anno nel 1983 e nel 1988 e, tra gli anni '80 e '90 del XX secolo, giocò nei Paesi Bassi, in Italia e Inghilterra e fu capitano della nazionale svedese.

## Biografia
Glenn Hysén ha avuto due differenti mogli, Kerstin e Helena, e cinque figli. Dalla prima moglie ha avuto due bambini, Charlotte e Tobias. Alexander, Anton e Annie sono invece figli di Helena. I tre figli maschi hanno tutti intrapreso la carriera calcistica da professionisti.

## Carriera

### Giocatore

#### Club
Hysén iniziò l'attività nelle giovanili del Warta, uno dei vari club calcistici di Göteborg, sua città natale. Con tale squadra esordì nel 1977 in terza divisione svedese, per poi passare, solo un anno dopo, allo Göteborg, che nel 1979 gli diede l'opportunità di debuttare nell'Allsvenskan, il campionato di prima divisione, sotto la guida di Sven-Göran Eriksson. Con la plurititolata – a livello nazionale – compagine, Hysén vinse due titoli nazionali (1982 e 1983) ma, soprattutto, la Coppa UEFA 1981-1982, e fu anche il successo internazionale, per la prima volta, di una squadra svedese, a far ricadere per la stagione successiva le scelte degli esperti di quel Paese sulla nomina del giovane difensore a giocatore dell'anno.

Hysén (a destra) saluta il connazionale Ekström dell', in occasione del derby toscano del 4 ottobre 1987.

Il successo europeo fu il viatico per la prima avventura continentale di Hysén, che fu ingaggiato dagli olandesi del PSV nell'estate del 1983 per rimanervi due stagioni fino al settembre 1985, data in cui tornò in Svezia allo Göteborg. La seconda avventura fuori dai confini nazionali fu in Italia, alla Fiorentina, squadra in cui Hysén militò dal 1987 al 1989 per due stagioni.
Le buone performance in nazionale, nel frattempo, lo avevano portato all'attenzione del calcio inglese. Alla scadenza del contratto con la Fiorentina, dopo un primo contatto con il Manchester Utd, Hysén si accordò con il Liverpool per tre stagioni, vincendo subito, nel 1990, la First Division e formando con Alan Hansen e Gary Ablett un pacchetto difensivo di sicuro affidamento, anche se, venuto a mancare il compagno di reparto scozzese per via di un infortunio nel 1991, Hysén faticò a reggere da solo il peso di una difesa abituata al ritmo del calcio inglese.
Terminata anche l'esperienza britannica nel 1992, Hysén tornò a Göteborg per giocare un'ultima stagione nel GAIS.

#### Nazionale
In nazionale maggiore Hysén esordì nel 1981 nel corso delle qualificazioni al campionato del mondo 1982. Ebbe modo di farsi notare dagli osservatori inglesi nell'ottobre del 1988 quando, nel corso dell'incontro di apertura del girone di qualificazione al campionato del mondo 1990 contro l'Inghilterra a Wembley, riuscì a marcare alla perfezione la punta inglese Gary Lineker: la partita finì 0-0 e la Svezia si qualificò come prima del girone proprio davanti all'Inghilterra. Hysén fece parte anche della spedizione al conseguente campionato del mondo, dove la Svezia perse tutte e tre le partite del suo girone per 1-2.
L'ultimo incontro in nazionale di Hysén fu il 10 ottobre 1990 a Solna contro la Germania Ovest in amichevole.
Furono in totale 68 (con 6 gol) gli incontri giocati nella selezione maggiore del suo Paese.

### Allenatore
Dal 2002 al 2004 è stato vice allenatore del Torslanda IK, militante nel terzo campionato nazionale.
Dal 2010 al 2012 ha guidato l'Utsiktens BK tra quarta e terza serie, squadra in cui militava anche il figlio Anton.

## Dopo il ritiro
Al termine della carriera calcistica è divenuto opinionista e commentatore sportivo per varie testate giornalistiche ed emittenti del suo paese.
In seguito è stato chiamato come tecnico di un'improvvisata squadra di personaggi digiuni di calcio partecipanti a un reality show in Svezia.

## Statistiche

### Cronologia presenze e reti in nazionale
| Cronologia completa delle presenze e delle reti in nazionale ― Svezia | Cronologia completa delle presenze e delle reti in nazionale ― Svezia | Cronologia completa delle presenze e delle reti in nazionale ― Svezia | Cronologia completa delle presenze e delle reti in nazionale ― Svezia | Cronologia completa delle presenze e delle reti in nazionale ― Svezia | Cronologia completa delle presenze e delle reti in nazionale ― Svezia | Cronologia completa delle presenze e delle reti in nazionale ― Svezia | Cronologia completa delle presenze e delle reti in nazionale ― Svezia |
| Data                                                                  | Città                                                                 | In casa                                                               | Risultato                                                             | Ospiti                                                                | Competizione                                                          | Reti                                                                  | Note                                                                  |
| --------------------------------------------------------------------- | --------------------------------------------------------------------- | --------------------------------------------------------------------- | --------------------------------------------------------------------- | --------------------------------------------------------------------- | --------------------------------------------------------------------- | --------------------------------------------------------------------- | --------------------------------------------------------------------- |
| 14-5-1981                                                             | Malmö                                                                 | Svezia                                                                | 1 – 2                                                                 | Danimarca                                                             | Amichevole                                                            | -                                                                     |                                                                       |
| 3-6-1981                                                              | Solna                                                                 | Svezia                                                                | 1 – 0                                                                 | Irlanda del Nord                                                      | Qual. Mondiali 1982                                                   | -                                                                     |                                                                       |
| 24-6-1981                                                             | Solna                                                                 | Svezia                                                                | 3 – 0                                                                 | Portogallo                                                            | Qual. Mondiali 1982                                                   | 1                                                                     |                                                                       |
| 29-7-1981                                                             | Halmstad                                                              | Svezia                                                                | 1 – 0                                                                 | Finlandia                                                             | Amichevole                                                            | -                                                                     |                                                                       |
| 12-8-1981                                                             | Rimnersvallen                                                         | Svezia                                                                | 1 – 0                                                                 | Bulgaria                                                              | Amichevole                                                            | -                                                                     |                                                                       |
| 9-9-1981                                                              | Glasgow                                                               | Scozia                                                                | 2 – 0                                                                 | Svezia                                                                | Qual. Mondiali 1982                                                   | -                                                                     |                                                                       |
| 14-10-1981                                                            | Lisbona                                                               | Portogallo                                                            | 1 – 2                                                                 | Svezia                                                                | Qual. Mondiali 1982                                                   | -                                                                     |                                                                       |
| 11-8-1982                                                             | Oslo                                                                  | Norvegia                                                              | 1 – 0                                                                 | Svezia                                                                | Amichevole                                                            | -                                                                     |                                                                       |
| 8-9-1982                                                              | Glasgow                                                               | Romania                                                               | 2 – 0                                                                 | Svezia                                                                | Qual. Euro 1984                                                       | -                                                                     | 65’                                                                   |
| 6-10-1982                                                             | Bratislava                                                            | Cecoslovacchia                                                        | 2 – 2                                                                 | Svezia                                                                | Qual. Euro 1984                                                       | -                                                                     | 53’                                                                   |
| 13-11-1982                                                            | Nicosia                                                               | Cipro                                                                 | 0 – 1                                                                 | Svezia                                                                | Qual. Euro 1984                                                       | -                                                                     |                                                                       |
| 27-4-1983                                                             | Utrecht                                                               | Paesi Bassi                                                           | 0 – 3                                                                 | Svezia                                                                | Amichevole                                                            | -                                                                     |                                                                       |
| 15-5-1983                                                             | Malmö                                                                 | Svezia                                                                | 5 – 0                                                                 | Cipro                                                                 | Qual. Euro 1984                                                       | 1                                                                     |                                                                       |
| 29-5-1983                                                             | Göteborg                                                              | Svezia                                                                | 2 – 0                                                                 | Italia                                                                | Qual. Euro 1984                                                       | -                                                                     |                                                                       |
| 9-6-1983                                                              | Solna                                                                 | Svezia                                                                | 0 – 1                                                                 | Romania                                                               | Qual. Euro 1984                                                       | -                                                                     |                                                                       |
| 22-6-1983                                                             | Göteborg                                                              | Svezia                                                                | 3 – 3                                                                 | Brasile                                                               | Amichevole                                                            | 1                                                                     |                                                                       |
| 17-8-1983                                                             | Reykjavík                                                             | Islanda                                                               | 0 – 4                                                                 | Svezia                                                                | Amichevole                                                            | 1                                                                     |                                                                       |
| 7-9-1983                                                              | Helsinki                                                              | Finlandia                                                             | 0 – 3                                                                 | Svezia                                                                | Amichevole                                                            | -                                                                     |                                                                       |
| 21-9-1983                                                             | Solna                                                                 | Svezia                                                                | 1 – 0                                                                 | Cecoslovacchia                                                        | Qual. Euro 1984                                                       | -                                                                     |                                                                       |
| 15-10-1983                                                            | Napoli                                                                | Italia                                                                | 0 – 3                                                                 | Svezia                                                                | Qual. Euro 1984                                                       | -                                                                     | 30’                                                                   |
| 2-5-1984                                                              | Berna                                                                 | Svizzera                                                              | 0 – 0                                                                 | Svezia                                                                | Amichevole                                                            | -                                                                     |                                                                       |
| 23-5-1984                                                             | Norrköping                                                            | Svezia                                                                | 4 – 0                                                                 | Malta                                                                 | Qual. Mondiali 1986                                                   | -                                                                     |                                                                       |
| 6-6-1984                                                              | Göteborg                                                              | Svezia                                                                | 0 – 1                                                                 | Danimarca                                                             | Amichevole                                                            | -                                                                     |                                                                       |
| 12-9-1984                                                             | Solna                                                                 | Svezia                                                                | 0 – 1                                                                 | Portogallo                                                            | Qual. Euro 1984                                                       | -                                                                     |                                                                       |
| 26-9-1984                                                             | Milano                                                                | Italia                                                                | 1 – 0                                                                 | Svezia                                                                | Amichevole                                                            | -                                                                     |                                                                       |
| 17-10-1984                                                            | Colonia                                                               | Germania Ovest                                                        | 2 – 0                                                                 | Svezia                                                                | Qual. Mondiali 1986                                                   | -                                                                     |                                                                       |
| 14-11-1984                                                            | Lisbona                                                               | Portogallo                                                            | 1 – 3                                                                 | Svezia                                                                | Amichevole                                                            | -                                                                     |                                                                       |
| 1-5-1985                                                              | Ramat Gan                                                             | Israele                                                               | 1 – 1                                                                 | Svezia                                                                | Amichevole                                                            | -                                                                     |                                                                       |
| 22-5-1985                                                             | Göteborg                                                              | Svezia                                                                | 1 – 0                                                                 | Norvegia                                                              | Amichevole                                                            | -                                                                     | 11’                                                                   |
| 5-6-1985                                                              | Solna                                                                 | Svezia                                                                | 2 – 0                                                                 | Cecoslovacchia                                                        | Qual. Mondiali 1986                                                   | -                                                                     |                                                                       |
| 11-9-1985                                                             | Copenaghen                                                            | Danimarca                                                             | 0 – 3                                                                 | Svezia                                                                | Amichevole                                                            | -                                                                     |                                                                       |
| 25-9-1985                                                             | Stoccolma                                                             | Svezia                                                                | 2 – 2                                                                 | Germania Ovest                                                        | Qual. Mondiali 1986                                                   | -                                                                     |                                                                       |
| 16-10-1985                                                            | Praga                                                                 | Cecoslovacchia                                                        | 2 – 1                                                                 | Svezia                                                                | Qual. Mondiali 1986                                                   | -                                                                     |                                                                       |
| 1-5-1986                                                              | Malmö                                                                 | Svezia                                                                | 0 – 0                                                                 | Grecia                                                                | Amichevole                                                            | -                                                                     |                                                                       |
| 14-5-1986                                                             | Salisburgo                                                            | Austria                                                               | 1 – 0                                                                 | Svezia                                                                | Amichevole                                                            | -                                                                     |                                                                       |
| 6-8-1986                                                              | Helsinki                                                              | Finlandia                                                             | 1 – 3                                                                 | Svezia                                                                | Amichevole                                                            | -                                                                     |                                                                       |
| 20-8-1986                                                             | Göteborg                                                              | Svezia                                                                | 0 – 0                                                                 | Unione Sovietica                                                      | Amichevole                                                            | -                                                                     |                                                                       |
| 10-9-1986                                                             | Stoccolma                                                             | Svezia                                                                | 1 – 0                                                                 | Inghilterra                                                           | Amichevole                                                            | -                                                                     | 71’                                                                   |
| 24-9-1986                                                             | Solna                                                                 | Svezia                                                                | 2 – 0                                                                 | Svizzera                                                              | Qual. Mondiali 1986                                                   | -                                                                     |                                                                       |
| 12-10-1986                                                            | Oeiras                                                                | Portogallo                                                            | 1 – 1                                                                 | Svezia                                                                | Qual. Mondiali 1986                                                   | -                                                                     |                                                                       |
| 16-11-1986                                                            | Ta' Qali                                                              | Malta                                                                 | 0 – 5                                                                 | Svezia                                                                | Qual. Mondiali 1986                                                   | 1                                                                     |                                                                       |
| 24-5-1987                                                             | Göteborg                                                              | Svezia                                                                | 1 – 0                                                                 | Malta                                                                 | Qual. Euro 1988                                                       | -                                                                     |                                                                       |
| 3-6-1987                                                              | Stoccolma                                                             | Svezia                                                                | 1 – 0                                                                 | Italia                                                                | Qual. Euro 1988                                                       | -                                                                     |                                                                       |
| 26-8-1987                                                             | Solna                                                                 | Svezia                                                                | 1 – 0                                                                 | Danimarca                                                             | Amichevole                                                            | -                                                                     |                                                                       |
| 23-9-1987                                                             | Solna                                                                 | Svezia                                                                | 0 – 1                                                                 | Portogallo                                                            | Qual. Euro 1988                                                       | -                                                                     |                                                                       |
| 14-10-1987                                                            | Gelsenkirchen                                                         | Germania Ovest                                                        | 1 – 1                                                                 | Svezia                                                                | Amichevole                                                            | 1                                                                     | cap.                                                                  |
| 14-11-1987                                                            | Napoli                                                                | Italia                                                                | 2 – 1                                                                 | Svezia                                                                | Qual. Euro 1988                                                       | -                                                                     | cap.                                                                  |
| 31-3-1988                                                             | Berlino Ovest                                                         | Germania Ovest                                                        | 1 – 1 dts (2 – 4 dtr)                                                 | Svezia                                                                | Amichevole                                                            | -                                                                     | cap.                                                                  |
| 2-4-1988                                                              | Berlino Ovest                                                         | Svezia                                                                | 2 – 0                                                                 | Unione Sovietica                                                      | Amichevole                                                            | -                                                                     | cap.                                                                  |
| 27-4-1988                                                             | Solna                                                                 | Svezia                                                                | 4 – 1                                                                 | Galles                                                                | Amichevole                                                            | -                                                                     | cap.                                                                  |
| 1-6-1988                                                              | Salamanca                                                             | Spagna                                                                | 1 – 3                                                                 | Svezia                                                                | Amichevole                                                            | 1                                                                     | cap.                                                                  |
| 31-8-1988                                                             | Solna                                                                 | Svezia                                                                | 1 – 2                                                                 | Danimarca                                                             | Amichevole                                                            | -                                                                     | cap.                                                                  |
| 12-10-1988                                                            | Göteborg                                                              | Svezia                                                                | 0 – 0                                                                 | Portogallo                                                            | Amichevole                                                            | -                                                                     | cap.                                                                  |
| 19-10-1988                                                            | Londra                                                                | Inghilterra                                                           | 0 – 0                                                                 | Svezia                                                                | Qual. Mondiali 1990                                                   | -                                                                     | cap. 35’                                                              |
| 5-11-1988                                                             | Tirana                                                                | Albania                                                               | 1 – 2                                                                 | Svezia                                                                | Qual. Mondiali 1990                                                   | -                                                                     | cap. 60’                                                              |
| 31-5-1989                                                             | Örebro                                                                | Svezia                                                                | 2 – 0                                                                 | Algeria                                                               | Amichevole                                                            | -                                                                     | cap.                                                                  |
| 14-6-1989                                                             | Copenaghen                                                            | Danimarca                                                             | 6 – 0                                                                 | Svezia                                                                | Amichevole                                                            | -                                                                     | cap. 39’                                                              |
| 16-8-1989                                                             | Malmö                                                                 | Svezia                                                                | 2 – 4                                                                 | Francia                                                               | Amichevole                                                            | -                                                                     | cap.                                                                  |
| 6-9-1989                                                              | Solna                                                                 | Svezia                                                                | 0 – 0                                                                 | Inghilterra                                                           | Qual. Mondiali 1990                                                   | -                                                                     | cap.                                                                  |
| 8-10-1989                                                             | Solna                                                                 | Svezia                                                                | 3 – 1                                                                 | Albania                                                               | Qual. Mondiali 1990                                                   | -                                                                     | cap.                                                                  |
| 25-10-1989                                                            | Chorzów                                                               | Polonia                                                               | 0 – 2                                                                 | Svezia                                                                | Qual. Mondiali 1990                                                   | -                                                                     | cap.                                                                  |
| 21-2-1990                                                             | Bruxelles                                                             | Belgio                                                                | 0 – 0                                                                 | Svezia                                                                | Amichevole                                                            | -                                                                     | cap. 46’                                                              |
| 11-4-1990                                                             | Algeri                                                                | Algeria                                                               | 1 – 1                                                                 | Svezia                                                                | Amichevole                                                            | -                                                                     | cap.                                                                  |
| 25-4-1990                                                             | Stoccolma                                                             | Svezia                                                                | 4 – 2                                                                 | Galles                                                                | Amichevole                                                            | -                                                                     | cap.                                                                  |
| 16-6-1990                                                             | Genova                                                                | Svezia                                                                | 1 – 2                                                                 | Scozia                                                                | Mondiali 1990 - 1º turno                                              | -                                                                     | cap.                                                                  |
| 20-6-1990                                                             | Genova                                                                | Svezia                                                                | 1 – 2                                                                 | Costa Rica                                                            | Mondiali 1990 - 1º turno                                              | -                                                                     | cap.                                                                  |
| 5-9-1990                                                              | Västerås                                                              | Svezia                                                                | 0 – 1                                                                 | Danimarca                                                             | Amichevole                                                            | -                                                                     | cap.                                                                  |
| 10-10-1990                                                            | Stoccolma                                                             | Svezia                                                                | 1 – 3                                                                 | Germania Ovest                                                        | Amichevole                                                            | -                                                                     | cap.                                                                  |
| Totale                                                                |                                                                       | Presenze                                                              | 68                                                                    |                                                                       | Reti                                                                  | 7                                                                     |                                                                       |

## Palmarès

### Giocatore

#### Club

##### Competizioni nazionali
- Campionato svedese: 3

Göteborg: 1982, 1983, 1987
- Coppa di Svezia: 2

Göteborg: 1982, 1983
- Campionato inglese: 1

Liverpool: 1989-1990
- Charity Shield: 2

Liverpool: 1989, 1990

##### Competizioni internazionali
- Coppa UEFA: 2

Göteborg: 1981-1982, 1986-1987

#### Individuale
- Calciatore svedese dell'anno: 2

1983, 1988